# Arrondissement Toul
Arrondissement Toul je správní územní jednotka ležící v departementu Meurthe-et-Moselle v regionu Grand Est ve Francii. Člení se dále na 5 kantonů a 112 obcí.

## Kantony
od roku 2015:
- Meine au Saintois (část)
- Neuves-Maisons (část)
- Nord-Toulois (část)
- Pont-à-Mousson (část)
- Toul

před rokem 2015:
- Colombey-les-Belles
- Domèvre-en-Haye
- Thiaucourt-Regniéville
- Toul-Nord
- Toul-Sud